# Авейру (округ)
О́круг Аве́йру, або Аве́йрівський о́круг (порт. Distrito de Aveiro) — округ у Португалії. Окружний адміністративний центр — місто Авейру. Розташований в західній частині країни, на березі Атлантичного океану. Складова регіонів Центр і Північ. За старим адміністративним поділом, що був чинним до 1976 року, територія округу належала провінціям Берегова Бейра і Берегове Дору. Площа — 2798,54 км². Поділяється на 19 муніципалітетів і 147 парафій. Населення — 714 200 ос. (2011), густота населення — 255,2 осіб/км²
. Код ISO 3166-2 — PT-01.

## Географія
На півночі межує з округом Порту, на сході — з округом Візеу, на півдні — з округом Коїмбра. На заході омивається водами Атлантичного океану.
Найвища точка — гора Сан-Педру-Велю, 1085 м над рівнем моря.

## Муніципалітети
1. Авейру
2. Агеда
3. Албергарія-а-Веля
4. Анадія
5. Арока
6. Вагуш
7. Вале-де-Камбра
8. Ешпіню
9. Ештаррежа
10. Іляву
11. Каштелу-де-Пайва
12. Меаляда
13. Муртоза
14. Олівейра-де-Аземейш
15. Олівейра-ду-Байрру
16. Овар
17. Санта-Марія-да-Фейра
18. Сан-Жуан-да-Мадейра
19. Север-ду-Вога

## Парафії
- Парафії Авейрівського округу

## Населення
| Кількість мешканців | Кількість мешканців | Кількість мешканців | Кількість мешканців | Кількість мешканців | Кількість мешканців | Кількість мешканців | Кількість мешканців | Кількість мешканців | Кількість мешканців | Кількість мешканців | Кількість мешканців | Кількість мешканців | Кількість мешканців | Кількість мешканців |
| ------------------- | ------------------- | ------------------- | ------------------- | ------------------- | ------------------- | ------------------- | ------------------- | ------------------- | ------------------- | ------------------- | ------------------- | ------------------- | ------------------- | ------------------- |
| 1864                | 1878                | 1890                | 1900                | 1911                | 1920                | 1930                | 1940                | 1950                | 1960                | 1970                | 1981                | 1991                | 2001                | 2011                |
| 251 946             | 270 383             | 291 535             | 305 574             | 340 180             | 346 938             | 391 875             | 433 395             | 483 396             | 524 592             | 548 039             | 622 988             | 654 265             | 713 575             | 714 200             |

### Українці
У 2007 році в окрузі Авейру легально проживало 3205 українців (п'ята за чисельністю громада після округів Фару, Лісабону, Лейрії, Порту).